# Birgit Prinz
Birgit Prinz (Francoforte sul Meno, 25 ottobre 1977) è un'ex calciatrice e psicologa tedesca, in carriera attiva nel ruolo di attaccante.
Due volte campionessa mondiale e cinque volte europea con la nazionale tedesca, vanta anche tre bronzi al torneo olimpico di calcio tra il 2000 e il 2008.
Da dopo il ritiro collabora nello staff tecnico dell'Hoffenheim come psicologa sportiva.

## Carriera

### Club
Iniziò la carriera nel 1992 nella sezione femminile del FSV Francoforte. Nel 1998 passò al 1. FFC Francoforte mantenendo la fascia da capitano, nonostante una parentesi nel campionato nordamericano con le Carolina Courage datata 2002 e l'interessamento di Luciano Gaucci, presidente del Perugia, che voleva farla diventare la prima donna in grado di esordire in un campionato professionistico di soli uomini.
Per tre anni consecutivi (dal 2003 al 2005) si aggiudica il FIFA Women's World Player of the Year; inoltre è eletta calciatrice tedesca dell'anno dal 2001 al 2008. Il 12 agosto 2011 ha annunciato il suo ritiro dall'attività agonistica.

### Nazionale
Con la Nazionale Inoltre ha vinto la Coppe del Mondo nel 2003 e nel 2007, disputando anche le Coppe del 1995 e del 1999, arrivando a detenere il record di marcature della manifestazione (14).
Ha partecipato ai Giochi olimpici di Sydney 2000, Atene 2004 e Pechino 2008 conquistando tre medaglie di bronzo.

## Statistiche

### Nazionale
| Cronologia completa delle presenze e delle reti in nazionale ― Germania | Cronologia completa delle presenze e delle reti in nazionale ― Germania | Cronologia completa delle presenze e delle reti in nazionale ― Germania | Cronologia completa delle presenze e delle reti in nazionale ― Germania | Cronologia completa delle presenze e delle reti in nazionale ― Germania | Cronologia completa delle presenze e delle reti in nazionale ― Germania | Cronologia completa delle presenze e delle reti in nazionale ― Germania | Cronologia completa delle presenze e delle reti in nazionale ― Germania |
| Data                                                                    | Città                                                                   | In casa                                                                 | Risultato                                                               | Ospiti                                                                  | Competizione                                                            | Reti                                                                    | Note                                                                    |
| ----------------------------------------------------------------------- | ----------------------------------------------------------------------- | ----------------------------------------------------------------------- | ----------------------------------------------------------------------- | ----------------------------------------------------------------------- | ----------------------------------------------------------------------- | ----------------------------------------------------------------------- | ----------------------------------------------------------------------- |
| 27-7-1994                                                               | Toronto                                                                 | Canada                                                                  | 1 – 2                                                                   | Germania                                                                | Amichevole                                                              | 1                                                                       | 72’                                                                     |
| 5-6-1995                                                                | Karlstad                                                                | Germania                                                                | 1 – 0                                                                   | Giappone                                                                | Mondiali 1995 - 1º turno                                                | -                                                                       |                                                                         |
| 7-6-1995                                                                | Helsingborg                                                             | Svezia                                                                  | 3 – 2                                                                   | Germania                                                                | Mondiali 1995 - 1º turno                                                | -                                                                       |                                                                         |
| 9-6-1995                                                                | Karlstad                                                                | Brasile                                                                 | 1 – 6                                                                   | Germania                                                                | Mondiali 1995 - 1º turno                                                | 1                                                                       | 59’                                                                     |
| 13-6-1995                                                               | Västerås                                                                | Germania                                                                | 3 – 0                                                                   | Inghilterra                                                             | Mondiali 1995 - Quarti di finale                                        | -                                                                       |                                                                         |
| 15-6-1995                                                               | Helsingborg                                                             | Germania                                                                | 1 – 0                                                                   | Cina                                                                    | Mondiali 1995 - Seminale                                                | -                                                                       |                                                                         |
| 18-6-1995                                                               | Solna                                                                   | Germania                                                                | 0 – 2                                                                   | Norvegia                                                                | Mondiali 1995 - Finale                                                  | -                                                                       | 42’                                                                     |
| 21-7-1996                                                               | Birmingham                                                              | Germania                                                                | 3 – 2                                                                   | Giappone                                                                | Olimpiadi 1996 - 1º turno                                               | -                                                                       |                                                                         |
| 23-7-1996                                                               | Washington                                                              | Norvegia                                                                | 3 – 2                                                                   | Germania                                                                | Olimpiadi 1996 - 1º turno                                               | 1                                                                       |                                                                         |
| 25-7-1996                                                               | Birmingham                                                              | Brasile                                                                 | 1 – 1                                                                   | Germania                                                                | Olimpiadi 1996 - 1º turno                                               | -                                                                       |                                                                         |
| 20-9-1997                                                               | Berlino                                                                 | Germania                                                                | 3 – 0                                                                   | Inghilterra                                                             | Qual. Mondiali 1999                                                     | 2                                                                       |                                                                         |
| 15-11-1997                                                              | Augusta                                                                 | Germania                                                                | 1 – 0                                                                   | Norvegia                                                                | Qual. Mondiali 1999                                                     | -                                                                       | Cap.                                                                    |
| 8-3-1998                                                                | Londra                                                                  | Inghilterra                                                             | 0 – 1                                                                   | Germania                                                                | Qual. Mondiali 1999                                                     | -                                                                       |                                                                         |
| 6-10-1999                                                               | Francoforte sul Meno                                                    | Germania                                                                | 2 – 1                                                                   | Paesi Bassi                                                             | Qual. Mondiali 1999                                                     | -                                                                       | Cap.                                                                    |
| 17-3-1999                                                               | Oslo                                                                    | Norvegia                                                                | 3 – 2                                                                   | Germania                                                                | Qual. Mondiali 1999                                                     | 1                                                                       | Cap.                                                                    |
| 20-6-1999                                                               | Pasadena                                                                | Germania                                                                | 1 – 1                                                                   | Italia                                                                  | Mondiali 1999 - 1º turno>                                               | -                                                                       |                                                                         |
| 24-6-1999                                                               | Portland                                                                | Germania                                                                | 6 – 0                                                                   | Messico                                                                 | Mondiali 1999 - 1º turno                                                | -                                                                       |                                                                         |
| 27-6-1999                                                               | Landover                                                                | Germania                                                                | 3 – 3                                                                   | Brasile                                                                 | Mondiali 1999 - 1º turno                                                | 1                                                                       | Cap.                                                                    |
| 2-7-1999                                                                | Landover                                                                | Stati Uniti                                                             | 3 – 2                                                                   | Germania                                                                | Mondiali 1999 - Quarti di finale                                        | -                                                                       | Cap.                                                                    |
| 13-9-2000                                                               | Canberra                                                                | Australia                                                               | 0 – 3                                                                   | Germania                                                                | Olimpiadi 2000 - 1º turno                                               | -                                                                       | Cap.                                                                    |
| 16-9-2000                                                               | Canberra                                                                | Germania                                                                | 2 – 1                                                                   | Brasile                                                                 | Olimpiadi 2000 - 1º turno                                               | 2                                                                       | Cap.                                                                    |
| 19-9-2000                                                               | Melbourne                                                               | Germania                                                                | 1 – 0                                                                   | Svezia                                                                  | Olimpiadi 2000 - 1º turno                                               | -                                                                       | Cap.                                                                    |
| 24-9-2000                                                               | Sydney                                                                  | Norvegia                                                                | 1 – 0                                                                   | Germania                                                                | Olimpiadi 2000 - Semifinale                                             | -                                                                       | Cap.                                                                    |
| 28-9-2000                                                               | Sydney                                                                  | Germania                                                                | 2 – 0                                                                   | Brasile                                                                 | Olimpiadi 2000 - Finale 3º posto                                        | 1                                                                       | Cap.                                                                    |
| 27-9-2001                                                               | Bremerhaven                                                             | Germania                                                                | 3 – 1                                                                   | Inghilterra                                                             | Qual. Mondiali 2003                                                     | -                                                                       | Cap.                                                                    |
| 25-10-2001                                                              | Wolfsburg                                                               | Germania                                                                | 9 – 0                                                                   | Portogallo                                                              | Qual. Mondiali 2003                                                     | -                                                                       | Cap.                                                                    |
| 17-11-2001                                                              | Utrecht                                                                 | Paesi Bassi                                                             | 0 – 3                                                                   | Germania                                                                | Qual. Mondiali 2003                                                     | 1                                                                       | Cap.                                                                    |
| 1-3-2002                                                                | Funchal                                                                 | Germania                                                                | 0 – 3                                                                   | Danimarca                                                               | Algarve Cup 2002 - 1º turno                                             | -                                                                       | Cap.                                                                    |
| 3-3-2002                                                                | Braga                                                                   | Germania                                                                | 2 – 4                                                                   | Cina                                                                    | Algarve Cup 2002 - 1º turno                                             | -                                                                       | Cap.                                                                    |
| 5-3-2002                                                                | Albufeira                                                               | Finlandia                                                               | 0 – 2                                                                   | Germania                                                                | Algarve Cup 2002 - 1º turno                                             | -                                                                       | Cap.                                                                    |
| 7-3-2002                                                                | Faro                                                                    | Svezia                                                                  | 2 – 1                                                                   | Germania                                                                | Algarve Cup 2002 - Finale 3º posto                                      | -                                                                       | Cap.                                                                    |
| 18-4-2002                                                               | Aquisgrana                                                              | Germania                                                                | 6 – 0                                                                   | Paesi Bassi                                                             | Qual. Mondiali 2003                                                     | 3                                                                       | Cap.                                                                    |
| 4-5-2002                                                                | Barcelos                                                                | Portogallo                                                              | 0 – 8                                                                   | Germania                                                                | Qual. Mondiali 2003                                                     | 1                                                                       | Cap.                                                                    |
| 19-6-2002                                                               | Londra                                                                  | Inghilterra                                                             | 0 – 1                                                                   | Germania                                                                | Qual. Mondiali 2003                                                     | -                                                                       | Cap.                                                                    |
| 27-3-2003                                                               | Potsdam                                                                 | Germania                                                                | 5 – 0                                                                   | Scozia                                                                  | Qual. Euro 2005                                                         | 2                                                                       | Cap.                                                                    |
| 9-8-2003                                                                | Kiev                                                                    | Ucraina                                                                 | 1 – 3                                                                   | Germania                                                                | Qual. Euro 2005                                                         | -                                                                       | Cap.                                                                    |
| 28-8-2003                                                               | Rostock                                                                 | Germania                                                                | 4 – 0                                                                   | Rep. Ceca                                                               | Qual. Euro 2005                                                         | 1                                                                       | Cap.                                                                    |
| 20-9-2003                                                               | Columbus                                                                | Germania                                                                | 4 – 1                                                                   | Canada                                                                  | Mondiali 2003 - 1º turno                                                | 1                                                                       | Cap.                                                                    |
| 24-9-2003                                                               | Columbus                                                                | Germania                                                                | 3 – 0                                                                   | Giappone                                                                | Mondiali 2003 - 1º turno                                                | 2                                                                       | Cap.                                                                    |
| 27-9-2003                                                               | Washington                                                              | Argentina                                                               | 1 – 6                                                                   | Germania                                                                | Mondiali 2003 - 1º turno                                                | 1                                                                       | Cap.                                                                    |
| 2-10-2003                                                               | Portland                                                                | Germania                                                                | 7 – 1                                                                   | Russia                                                                  | Mondiali 2003 - Quarti di finale                                        | 2                                                                       | Cap.                                                                    |
| 5-10-2003                                                               | Portland                                                                | Stati Uniti                                                             | 0 – 3                                                                   | Germania                                                                | Mondiali 2003 - Semifinale                                              | 1                                                                       | Cap.                                                                    |
| 12-10-2003                                                              | Carson                                                                  | Germania                                                                | 2 – 1                                                                   | Svezia                                                                  | Mondiali 2003 - Finale                                                  | -                                                                       | Cap.                                                                    |
| 15-11-2003                                                              | Mannheim                                                                | Germania                                                                | 13 – 0                                                                  | Portogallo                                                              | Qual. Euro 2005                                                         | 4                                                                       | Cap.                                                                    |
| 7-2-2004                                                                | Albufeira                                                               | Portogallo                                                              | 0 – 11                                                                  | Germania                                                                | Qual. Euro 2005                                                         | 3                                                                       | Cap.                                                                    |
| 28-4-2004                                                               | Dortmund                                                                | Germania                                                                | 6 – 0                                                                   | Ucraina                                                                 | Qual. Euro 2005                                                         | 2                                                                       | Cap.                                                                    |
| 2-5-2004                                                                | Glasgow                                                                 | Scozia                                                                  | 1 – 3                                                                   | Germania                                                                | Qual. Euro 2005                                                         | 1                                                                       | Cap.                                                                    |
| 11-8-2004                                                               | Salonicco                                                               | Germania                                                                | 8 – 0                                                                   | Cina                                                                    | Olimpiadi 2004 - 1º turno                                               | 4                                                                       | Cap.                                                                    |
| 17-8-2004                                                               | Atene                                                                   | Germania                                                                | 2 – 0                                                                   | Messico                                                                 | Olimpiadi 2004 - 1º turno                                               | 1                                                                       | Cap.                                                                    |
| 20-8-2004                                                               | Patrasso                                                                | Germania                                                                | 2 – 1                                                                   | Nigeria                                                                 | Olimpiadi 2004 - Quarti di finale                                       | -                                                                       | Cap.                                                                    |
| 23-8-2004                                                               | Candia                                                                  | Stati Uniti                                                             | 2 – 1 dts                                                               | Germania                                                                | Olimpiadi 2004 - Semifinale                                             | -                                                                       | Cap.                                                                    |
| 26-8-2004                                                               | Atene                                                                   | Germania                                                                | 1 – 0                                                                   | Svezia                                                                  | Olimpiadi 2004 - Finale 3º posto                                        | -                                                                       | Cap.                                                                    |
| 25-9-2004                                                               | Praga                                                                   | Rep. Ceca                                                               | 0 – 5                                                                   | Germania                                                                | Qual. Euro 2005                                                         | 1                                                                       | Cap.                                                                    |
| 9-3-2005                                                                | Lisbona                                                                 | Svezia                                                                  | 1 – 2                                                                   | Germania                                                                | Algarve Cup 2005 - 1º turno                                             | 1                                                                       | Cap.                                                                    |
| 11-3-2005                                                               | Faro                                                                    | Germania                                                                | 4 – 0                                                                   | Norvegia                                                                | Algarve Cup 2005 - 1º turno                                             | 2                                                                       | Cap.                                                                    |
| 13-3-2005                                                               | Parchal                                                                 | Cina                                                                    | 0 – 2                                                                   | Germania                                                                | Algarve Cup 2005 - 1º turno                                             | -                                                                       | Cap.                                                                    |
| 15-3-2005                                                               | Faro                                                                    | Germania                                                                | 0 – 1                                                                   | Stati Uniti                                                             | Algarve Cup 2005 - Finale                                               | -                                                                       | Cap.                                                                    |
| 22-3-2005                                                               | Ginevra                                                                 | Nigeria                                                                 | 0 – 2                                                                   | Germania                                                                | Amichevole                                                              | -                                                                       | Cap.                                                                    |
| 4-6-2005                                                                | Warrington                                                              | Germania                                                                | 1 – 0                                                                   | Norvegia                                                                | Euro 2005 - 1º turno                                                    | -                                                                       | Cap.                                                                    |
| 9-6-2005                                                                | Preston                                                                 | Italia                                                                  | 0 – 4                                                                   | Germania                                                                | Euro 2005 - 1º turno                                                    | 1                                                                       | Cap.                                                                    |
| 12-6-2005                                                               | Warrington                                                              | Germania                                                                | 3 – 0                                                                   | Francia                                                                 | Euro 2005 - 1º turno                                                    | -                                                                       | Cap.                                                                    |
| 15-6-2005                                                               | Preston                                                                 | Germania                                                                | 4 – 1                                                                   | Finlandia                                                               | Euro 2005 - Semifinale                                                  | 1                                                                       | Cap.                                                                    |
| 19-6-2005                                                               | Blackburn                                                               | Germania                                                                | 3 – 1                                                                   | Norvegia                                                                | Euro 2005 - Finale                                                      | 1                                                                       | Cap.                                                                    |
| 25-9-2005                                                               | Hannover                                                                | Germania                                                                | 5 – 1                                                                   | Russia                                                                  | Qual. Mondiali 2007                                                     | 1                                                                       | Cap.                                                                    |
| 20-10-2005                                                              | Francoforte sul Meno                                                    | Germania                                                                | 4 – 0                                                                   | Scozia                                                                  | Qual. Mondiali 2007                                                     | 1                                                                       | Cap.                                                                    |
| 12-11-2005                                                              | Berlino                                                                 | Germania                                                                | 4 – 0                                                                   | Svizzera                                                                | Qual. Mondiali 2007                                                     | -                                                                       | Cap.                                                                    |
| 5-3-2006                                                                | Porto                                                                   | Germania                                                                | 5 – 0                                                                   | Finlandia                                                               | Algarve Cup 2006 - 1º turno                                             | 1                                                                       | Cap.                                                                    |
| 11-3-2006                                                               | Lagos                                                                   | Svezia                                                                  | 0 – 3                                                                   | Germania                                                                | Algarve Cup 2006 - 1º turno                                             | 1                                                                       | Cap.                                                                    |
| 13-3-2006                                                               | Coimbra                                                                 | Germania                                                                | 1 – 0                                                                   | Norvegia                                                                | Algarve Cup 2006 - 1º turno                                             | -                                                                       | Cap.                                                                    |
| 15-3-2006                                                               | Funchal                                                                 | Germania                                                                | 4 – 3                                                                   | Stati Uniti                                                             | Algarve Cup 2006 - Finale                                               | -                                                                       | Cap.                                                                    |
| 10-5-2006                                                               | Gelsenkirchen                                                           | Germania                                                                | 1 – 0                                                                   | Irlanda                                                                 | Qual. Mondiali 2007                                                     | -                                                                       | Cap.                                                                    |
| 23-8-2006                                                               | Dublino                                                                 | Irlanda                                                                 | 0 – 3                                                                   | Inghilterra                                                             | Qual. Mondiali 2007                                                     | 1                                                                       | Cap.                                                                    |
| 30-8-2006                                                               | Losanna                                                                 | Svizzera                                                                | 0 – 6                                                                   | Germania                                                                | Qual. Mondiali 2007                                                     | 1                                                                       | Cap.                                                                    |
| 23-9-2006                                                               | Glasgow                                                                 | Scozia                                                                  | 0 – 5                                                                   | Germania                                                                | Qual. Mondiali 2007                                                     | 2                                                                       | Cap.                                                                    |
| 27-9-2006                                                               | Mosca                                                                   | Russia                                                                  | 2 – 3                                                                   | Germania                                                                | Qual. Mondiali 2007                                                     | 1                                                                       | Cap.                                                                    |
| 24-10-2006                                                              | Amburgo                                                                 | Germania                                                                | 5 – 1                                                                   | Inghilterra                                                             | Amichevole                                                              | 2                                                                       | Cap.                                                                    |
| 23-11-2006                                                              | Stoccarda                                                               | Germania                                                                | 6 – 3                                                                   | Giappone                                                                | Amichevole                                                              | 2                                                                       | Cap.                                                                    |
| 7-3-2007                                                                | Faro                                                                    | Norvegia                                                                | 2 – 1                                                                   | Germania                                                                | Algarve Cup 2007 - 1º turno                                             | -                                                                       | Cap.                                                                    |
| 9-3-2007                                                                | Faro                                                                    | Germania                                                                | 0 – 1                                                                   | Francia                                                                 | Algarve Cup 2007 - 1º turno                                             | -                                                                       | Cap.                                                                    |
| 14-3-2007                                                               | Vila Real de Santo António                                              | Germania                                                                | 3 – 0                                                                   | Danimarca                                                               | Algarve Cup 2007 - 1º turno                                             | -                                                                       | Cap.                                                                    |
| 14-3-2007                                                               | Olhão                                                                   | Italia                                                                  | 1 – 0                                                                   | Germania                                                                | Algarve Cup 2007 - 1º turno                                             | -                                                                       | Cap.                                                                    |
| 12-4-2007                                                               | Bochum                                                                  | Germania                                                                | 5 – 1                                                                   | Paesi Bassi                                                             | Qual. Euro 2009                                                         | 1                                                                       | Cap.                                                                    |
| 10-5-2007                                                               | Cardiff                                                                 | Galles                                                                  | 0 – 6                                                                   | Germania                                                                | Qual. Euro 2009                                                         | 3                                                                       | Cap.                                                                    |
| 22-8-2007                                                               | Dortmund                                                                | Germania                                                                | 7 – 0                                                                   | Svizzera                                                                | Qual. Euro 2009                                                         | 1                                                                       | Cap.                                                                    |
| 10-9-2007                                                               | Shanghai                                                                | Germania                                                                | 11 – 0                                                                  | Argentina                                                               | Mondiali 2007 - 1º turno                                                | 3                                                                       | Cap.                                                                    |
| 17-7-2007                                                               | Hangzhou                                                                | Germania                                                                | 2 – 0                                                                   | Giappone                                                                | Mondiali 2007 - 1º turno                                                | 1                                                                       | Cap.                                                                    |
| 22-9-2007                                                               | Wuhan                                                                   | Germania                                                                | 3 – 0                                                                   | Corea del Nord                                                          | Mondiali 2007 - Quarti di finale                                        | -                                                                       | Cap.                                                                    |
| 26-9-2007                                                               | Tientsin                                                                | Germania                                                                | 3 – 0                                                                   | Norvegia                                                                | Mondiali 2007 - Semifinale                                              | -                                                                       | Cap.                                                                    |
| 30-9-2007                                                               | Shanghai                                                                | Germania                                                                | 2 – 0                                                                   | Brasile                                                                 | Mondiali 2007 - Finale                                                  | 1                                                                       | Cap.                                                                    |
| 28-10-2007                                                              | Monaco di Baviera                                                       | Germania                                                                | 3 – 0                                                                   | Belgio                                                                  | Qual. Euro 2009                                                         | 1                                                                       | Cap.                                                                    |
| 2-11-2007                                                               | Rotterdam                                                               | Paesi Bassi                                                             | 0 – 1                                                                   | Germania                                                                | Qual. Euro 2009                                                         | -                                                                       | Cap.                                                                    |
| 15-11-2007                                                              | Wolfsburg                                                               | Germania                                                                | 1 – 0                                                                   | Portogallo                                                              | Amichevole                                                              | 1                                                                       | Cap., 82’                                                               |
| 5-3-2008                                                                | Faro                                                                    | Danimarca                                                               | 1 – 0                                                                   | Germania                                                                | Algarve Cup 2008 - 1º turno                                             | -                                                                       | Cap.                                                                    |
| 7-3-2008                                                                | Faro                                                                    | Germania                                                                | 3 – 0                                                                   | Finlandia                                                               | Algarve Cup 2008 - 1º turno                                             | 2                                                                       | Cap.                                                                    |
| 10-3-2008                                                               | Vila Real de Santo António                                              | Svezia                                                                  | 0 – 2                                                                   | Germania                                                                | Algarve Cup 2008 - 1º turno                                             | 1                                                                       | Cap.                                                                    |
| 23-3-2008                                                               | Berlino                                                                 | Germania                                                                | 0 – 1                                                                   | Stati Uniti                                                             | Amichevole                                                              | -                                                                       | 46’, Cap.                                                               |
| 7-5-2008                                                                | Bruxelles                                                               | Belgio                                                                  | 0 – 5                                                                   | Germania                                                                | Qual. Euro 2009                                                         | -                                                                       | 75’, Cap.                                                               |
| 29-5-2008                                                               | Lipsia                                                                  | Germania                                                                | 4 – 0                                                                   | Galles                                                                  | Qual. Euro 2009                                                         | -                                                                       | Cap.                                                                    |
| 4-6-2008                                                                | Hannover                                                                | Germania                                                                | 2 – 1                                                                   | Polonia                                                                 | Amichevole                                                              | 2                                                                       | Cap.                                                                    |
| 6-8-2008                                                                | Shenyang                                                                | Brasile                                                                 | 0 – 0                                                                   | Germania                                                                | Olimpiadi 2008 - 1º turno                                               | -                                                                       | Cap.                                                                    |
| 9-8-2008                                                                | Shenyang                                                                | Nigeria                                                                 | 0 – 1                                                                   | Germania                                                                | Olimpiadi 2008 - 1º turno                                               | -                                                                       | Cap.                                                                    |
| 12-8-2008                                                               | Tientsin                                                                | Corea del Nord                                                          | 0 – 1                                                                   | Germania                                                                | Olimpiadi 2008 - 1º turno                                               | -                                                                       | Cap.                                                                    |
| 15-8-2008                                                               | Shenyang                                                                | Svezia                                                                  | 0 – 2 dts                                                               | Germania                                                                | Olimpiadi 2008 - Quarti di finale                                       | -                                                                       | Cap., 102’                                                              |
| 18-8-2008                                                               | Shanghai                                                                | Brasile                                                                 | 4 – 1                                                                   | Germania                                                                | Olimpiadi 2008 - Semifinale                                             | 1                                                                       | Cap., 88’                                                               |
| 21-8-2008                                                               | Pechino                                                                 | Germania                                                                | 2 – 0                                                                   | Giappone                                                                | Olimpiadi 2008 - Finale 3º posto                                        | -                                                                       | Cap.                                                                    |
| 20-9-2008                                                               | Buenos Aires                                                            | Argentina                                                               | 0 – 4                                                                   | Germania                                                                | Amichevole                                                              | 1                                                                       | Cap.                                                                    |
| 1-10-2008                                                               | Basilea                                                                 | Svizzera                                                                | 0 – 3                                                                   | Germania                                                                | Qual. Euro 2009                                                         | -                                                                       | Cap.                                                                    |
| 6-10-2008                                                               | Dublino                                                                 | Irlanda                                                                 | 1 – 3                                                                   | Germania                                                                | Amichevole                                                              | -                                                                       | Cap.                                                                    |
| 13-11-2008                                                              | Vienna                                                                  | Austria                                                                 | 0 – 2                                                                   | Germania                                                                | Amichevole                                                              | 2                                                                       | Cap.                                                                    |
| 4-3-2009                                                                | Lagos                                                                   | Germania                                                                | 2 – 0                                                                   | Finlandia                                                               | Algarve Cup 2009 - 1º turno                                             | -                                                                       | Cap.                                                                    |
| 6-3-2009                                                                | Albufeira                                                               | Germania                                                                | 3 – 0                                                                   | Cina                                                                    | Algarve Cup 2009 - 1º turno                                             | -                                                                       | Cap.                                                                    |
| 9-3-2009                                                                | Faro                                                                    | Svezia                                                                  | 3 – 2                                                                   | Germania                                                                | Algarve Cup 2009 - 1º turno                                             | -                                                                       | 65’, Cap.                                                               |
| 11-3-2009                                                               | Faro                                                                    | Danimarca                                                               | 1 – 0                                                                   | Germania                                                                | Algarve Cup 2009 - Finale 3º posto                                      | -                                                                       | Cap.                                                                    |
| 24-8-2009                                                               | Tampere                                                                 | Germania                                                                | 4 – 0                                                                   | Norvegia                                                                | Euro 2009 - 1º turno                                                    | -                                                                       | Cap.                                                                    |
| 27-8-2009                                                               | Tampere                                                                 | Francia                                                                 | 1 – 5                                                                   | Germania                                                                | Euro 2009 - 1º turno                                                    | -                                                                       | Cap.                                                                    |
| 30-8-2009                                                               | Tampere                                                                 | Germania                                                                | 1 – 0                                                                   | Islanda                                                                 | Euro 2009 - 1º turno                                                    | -                                                                       | Cap., 46’                                                               |
| 4-9-2009                                                                | Lahti                                                                   | Germania                                                                | 2 – 1                                                                   | Italia                                                                  | Euro 2009 - Quarti di finale                                            | -                                                                       | Cap., 83’                                                               |
| 7-9-2009                                                                | Helsinki                                                                | Germania                                                                | 3 – 1                                                                   | Norvegia                                                                | Euro 2009 - Semifinale                                                  | -                                                                       | Cap.                                                                    |
| 10-9-2009                                                               | Helsinki                                                                | Inghilterra                                                             | 2 – 6                                                                   | Germania                                                                | Euro 2009 - Finale                                                      | 2                                                                       | Cap.                                                                    |
| 24-2-2010                                                               | Parchal                                                                 | Germania                                                                | 4 – 0                                                                   | Danimarca                                                               | Algarve Cup 2010 - 1º turno                                             | 1                                                                       | Cap., 71’                                                               |
| 26-2-2010                                                               | Parchal                                                                 | Germania                                                                | 7 – 0                                                                   | Finlandia                                                               | Algarve Cup 2010 - 1º turno                                             | -                                                                       | Cap.                                                                    |
| 1-3-2010                                                                | Faro                                                                    | Cina                                                                    | 0 – 5                                                                   | Germania                                                                | Algarve Cup 2010 - 1º turno                                             | -                                                                       | Cap.                                                                    |
| 3-3-2010                                                                | Faro                                                                    | Germania                                                                | 2 – 3                                                                   | Stati Uniti                                                             | Algarve Cup 2010 - Finale                                               | -                                                                       | Cap.                                                                    |
| 26-6-2011                                                               | Berlino                                                                 | Germania                                                                | 2 – 1                                                                   | Canada                                                                  | Mondiali 2011 - 1º turno                                                | -                                                                       | Cap., 56’                                                               |
| 30-6-2011                                                               | Francoforte sul Meno                                                    | Germania                                                                | 1 – 0                                                                   | Nigeria                                                                 | Mondiali 2011 - 1º turno                                                | -                                                                       | Cap., 53’                                                               |
| 5-7-2011                                                                | Mönchengladbach                                                         | Francia                                                                 | 2 – 4                                                                   | Germania                                                                | Mondiali 2011 - 1º turno                                                | -                                                                       | 47’, Cap.                                                               |
| 9-7-2011                                                                | Wolfsburg                                                               | Germania                                                                | 0 – 1 dts                                                               | Giappone                                                                | Mondiali 2011 - Quarti di finale                                        | -                                                                       | 89’, Cap.                                                               |
| Totale                                                                  |                                                                         | Presenze                                                                | 214                                                                     |                                                                         | Reti                                                                    | 128                                                                     |                                                                         |

## Palmarès

### Club

#### Trofei nazionali
- Campionato tedesco: 9

FSV Francoforte: 1994-1995, 1997-1998
1. FFC Francoforte: 1998-1999, 2000-2001, 2001-2002, 2002-2003, 2004-2005, 2006-2007, 2007-2008
- Coppa di Germania: 9

FSV Francoforte: 1994-1995, 1995-1996
1. FFC Francoforte: 1998-1999, 1999-2000, 2000-2001, 2001-2002, 2002-2003, 2006-2007, 2007-2008
- DFB-Hallenpokal: 5

FSV Francoforte: 1994-1995
1. FFC Francoforte: 1998-1999, 2001-2002, 2005-2006, 2006-2007

#### Trofei internazionali
- UEFA Women's Cup: 3

1. FFC Francoforte: 2001-2002, 2005-2006, 2007-2008

### Nazionale
- Campionato mondiale femminile di calcio: 2

Stati Uniti 2003, Cina 2007
- Campionato europeo femminile di calcio: 5

Europa 1995, Norvegia-Svezia 1997, Germania 2001 , Inghilterra 2005, Finlandia 2009
- Bronzo olimpico: 3

Sydney 2000, Atene 2004, Pechino 2008

### Individuale
- FIFA World Player: 3

2003, 2004, 2005
- Calciatrice tedesca dell'anno: 8

2001, 2002, 2003, 2004, 2005, 2006, 2007, 2008
- UEFA Golden Player: 1

Germania 1995
- Pallone d'oro del campionato mondiale: 1

Stati Uniti 2003
- Scarpa d'oro del campionato mondiale: 1

Stati Uniti 2003 (5 gol)